# Elias Loomis
Pour les articles homonymes, voir Loomis.
Elias Loomis, astronome, mathématicien et météorologue américain né le 7 août 1811 et décédé le 15 août 1889. Il est considéré le père de la météorologie expérimentale.

## Biographie
Loomis est né à Willington, dans le Connecticut, le 7 août 1811. L'un des six enfants d'un pasteur baptiste, il a étudié dans une école publique et son père lui a donné une formation supplémentaire en grec et en mathématiques à la maison. Il fut admis à l'université Yale à l'âge de 14 ans et diplômé en 1830. Loomis a ensuite enseigné à la Mount Hope Academy près de Baltimore pendant un an, puis est entré au séminaire théologique d'Andover en 1831.
En 1833, il devint professeur à Yale en latin, mathématiques et philosophie naturelle et commença des recherches en astronomie et en variations magnétiques terrestres. En 1836, les administrateurs du Western Reserve College, à Hudson (Ohio), engagent Loomis comme professeur de mathématiques et de philosophie naturelle, à un salaire du tiers à la moitié de celui des professeurs, mais lui alloue 4 000 $US pour l'achat d'instruments et de livres en Europe. Lors de son voyage en 1836-37, il assiste à des conférences de François Arago et Jean-Baptiste Biot à Paris et Londres. À son retour, en plus d'enseigner, Loomis supervisa la construction sur le campus du troisième observatoire astronomique et magnétique universitaire des États-Unis. Il débuta également son travail en météorologie.
En 1842, il produisit la première carte météorologique à partir de données d'une tempête de 1836 sur l'est des États-Unis. De 1844 à 1860, il fut professeur de Mathématiques à l'université de New York et retourna à Yale ensuite. Dans les années 1850, il encouragea l'utilisation du système télégraphique national pour enregistrer les conditions météorologiques aux États-Unis. 
Loomis fut également le créateur de la météorologie expérimentale et observationnelle : ayant remarqué que des poules avaient perdu leurs plumes lors de tornades, il tira au canon sur huit poulets avec différentes charges de poudre pour simuler une gamme de vitesse des vents. L'histoire ne dit pas ce qu'il advint des poulets.

## Affiliations
Il fut élu à l'Académie nationale des sciences en 1873 et entre juillet 1874 et avril 1889, il publia pas moins de 23 articles en météorologie dans l'American Journal of Science.